# Blossoms
Blossoms is een Britse indierockband uit Stockport bij Manchester. De band bestaat uit zanger Tom Ogden, bassist Charlie Salt, gitarist Josh Dewhurst, drummer Joe Donovan en toetsenist Myles Kellock.

## Biografie
Blossoms werd in 2013 opgericht. De band heeft zich laten beïnvloeden door het werk van Oasis en The Stone Roses. Hun eerste optreden was in april 2013 in The Night and Day Café in Manchester. De naam van de band komt van The Blossoms Public House, de stamkroeg van de band. 
In januari 2014 bracht de band hun eerste single uit, "You Pulled a Gun on Me". Van maart tot en met augustus 2014 ging Blossoms op tournee in het Verenigd Koninkrijk om hun EP Bloom. te promoten, hoewel ze alleen in het weekend optraden omdat alle leden van de band nog steeds een fulltime baan hadden. In de zomer van 2015 verscheen de tweede EP Blown Rose.
Op 30 oktober 2015 verscheen de EP Charlemagne. De gelijknamige single leverde Blossoms internationale bekendheid op en werd begin 2016 3FM Megahit. In februari 2016 verscheen er weer een EP, At Most a Kiss. Op 5 augustus van dat jaar bracht de band hun debuutalbum Blossoms uit, met daarop ook de single "Charlemagne". Het album bereikte in de eerste week de nummer 1-positie in de Britse albumlijst. Om het album te promoten, ging de band in de herfst van 2016 op tournee. De BBC plaatste de band op de vierde plek van de 'BBC's Sound Of 2016'-lijst. NPO 3FM zette de band op nummer vijf van de 3FM Live List 2016.
Cool Like You was het tweede album van de band, dat in 2018 verscheen. Bij het album hoorde ook weer een tour.
In januari 2020 bracht Blossoms het derde album Foolish Loving Spaces uit. Ook dit album bereikte de nummer één in de Britse albumlijst. De single If You Think This Is Real Life werd in maart 2020 Megahit bij NPO 3FM. In november 2020 kwam er een documentaire uit over de band, getiteld "Blossoms: Back to Stockport".
Het derde album Ribbon Around the Bomb verscheen in april 2022, gevolgd door het album Gary in september 2024. Met beide albums scoorde Blossoms wederom een nummer 1-notering in het Verenigd Koninkrijk.

## Discografie

### Hitnoteringen
| Single met hitnotering(en) in de Vlaamse Ultratop 50 | Datum van verschijnen | Datum van binnenkomst | Hoogste positie | Aantal weken | Opmerkingen |
| ---------------------------------------------------- | --------------------- | --------------------- | --------------- | ------------ | ----------- |
| At Most a Kiss                                       | 2016                  | 23-01-2016            | tip             | -            |             |
| Charlemagne                                          | 2016                  | 27-08-2016            | tip             | -            |             |
| Your Girlfriend                                      | 2019                  | 31-08-2019            | tip             | -            |             |